# Indochelys spatulata
Indochelys spatulata (лат.) — вид вымерших пресмыкающихся из клады тестудинат, единственный в роде Indochelys. Жил в середине юрского периода (182,7—170,3 млн лет назад). Типовой экземпляр — GSI 20380, частичный скелет (почти полный панцирь). Его типовое местонахождение — река Пранхита, тоарско-ааленский наземный известняк в формации Кота в Индии. Это было наземное животное, похожее на современных черепах. Окаменелости данного вида найдены в Индии в штатах Махараштра и Телингана. 